# Санта-Катерина-Віллармоза
Санта-Катерина-Віллармоза, Санта-Катеріна-Віллармоза (італ. Santa Caterina Villarmosa, сиц. Santa Catarina) — муніципалітет в Італії, у регіоні Сицилія, провінція Кальтаніссетта.
Санта-Катерина-Віллармоза розташована на відстані близько 500 км на південь від Рима, 85 км на південний схід від Палермо, 14 км на північ від Кальтаніссетти.
Населення — 5485 осіб (2014).
Щорічний фестиваль відбувається 25 вересня, 20 серпня. Покровитель — Santa Caterina d'Alessandria.

## Демографія
Населення за роками:

Станом на 1 січня 2023 року в муніципалітеті офіційно проживало 127 іноземців з 13 країн, серед них 90 громадян країн Євросоюзу та 2 громадяни України.

## Сусідні муніципалітети
- Алімена
- Кальтаніссетта
- Енна
- Петралія-Соттана
- Резуттано
- Віллароза